# Adonis
Adonis ili Adon (grč. Ἄδωνις, Adônis) u grčkoj mitologiji bog je žita, smrti i ponovnog rođenja. U asirskoj, babilonskoj i feničkoj mitologiji bio je bog žita.

## Etimologija
Adonisovo ime dolazi od hebrejske riječi adonai koja je značila "bog". Grci su taj lik preuzeli u svojoj mitologiji, u etruščanskoj mitologiji zvao se Atunis, a u semitskoj Tammuz.

## Mitologija

### Adonisovo rođenje
Postoji nekoliko izvora o njegovu rođenju. Najčešća je ona da je Afrodita nagovorila Miru da prevari i počini incest sa svojim ocem Tijom, kraljem Smirne ili Sirije. Kad je to otac otkrio, uzeo je nož u ruke i krenuo na svoju kćer. Ona je pobjegla, a Afrodita ju je pretvorila u drvo mirte, mirisne smole. Kad je njezin otac odaslao strijelu u to drvo ili, prema drugom izvoru, kad je vepar zabio kljove u nj, Adonis je rođen iz drveta. Ovaj mit dokazuje i porijeklo legende o Adonisu, jer takvo drvo nije raslo u tadašnjoj Grčkoj.
Adonis je, prema drugim izvorima, sin ciparskoga kralja Kinire i njegove kćeri Mire.
Heziod u jednom svom fragmentu tvrdi da je sin Feniksa i Efezibeje.

### Život
Nakon što se rodio, bio je tako prekrasan da ga je Afrodita zatvorila u škrinju koju je ostavila Perzefoni na čuvanje. No, ona se također zaljubila u nj te ga je odbila vratiti. Zeus (prema drugom izvoru Kaliopa) riješio je prepirku tako da je odlučio da Adonis provede četiri mjeseca s Afroditom, četiri s Perzefonom, a četiri sa samim sobom.
Afrodita je, prema nekim izvorima, nagovorila da njoj posveti i posljednja četiri mjeseca. Silazila je k Adonisu na zemlju, pa se i iz ljubavi prema njemu počela se zanimati za lov, što je Adonis jako volio. Čak mu je i ona pomagala u lovu. Uvijek mu napominjala da ne lovi divlje zvijeri, govoreći da je dovoljno biti odvažan prema plašljivima, a prema hrabrima opasno je biti hrabar. Adonisu je njegova muževnost branila da sluša takve savjete.
Kada ga je jednom prilikom Afrodita ostavila samoga, Adonis je otišao u lov na veprove, ali je to za njega bilo sudbonosno: ranjena ga je zvijer napala i usmrtila ogromnim očnjacima. Vjeruje se da je vepra poslala Artemida da bi se osvetila za to što je Afrodita skrivila smrt njenog dragog Hipolita ili pak da je to učinio Ares.
Kada je Afrodita saznala za smrt svog voljenog, obuzela ju je ogromna tuga. Proklela je sudbinu, moćniju od bogova, i plačući pala na koljena pred najvišim bogom Zeusom. Molila ga je da joj dragog vrati, pa makar nakratko. Zeus se sažalio nad njom, pa je naredio Hadu, bogu podzemlja, da u proljeće pusti Adonisa iz svog mračnog carstva na zemlju, tako da Adonis samo pola godine ostane u podzemnom carstvu, s Perzefonom, a pola godine provodi s Afroditom na zemlji. Priroda se tada raduje, oblači u zeleno i cvijeće, jer Adonis se vraća, a obuzima je tuga kada se u jesen vraća u carstvo sjena. Tako je objašnjen postanak godišnjih doba (usp. Demetra i Perzefona)

## Djela iste tematike
- Marin Držić: Venera i Adon
- William Shakespeare: Venera i Adon (Venus and Adonis)

## Vanjske poveznice
- Adonis u grčkoj mitologiji (engl.)